# Монте Сарлео (Рим)
Монте Сарлео је насеље у Италији у округу Рим, региону Лацио.
Према процени из 2011. у насељу је живело 223 становника. Насеље се налази на надморској висини од 200 м.